# Mikel Lasa
Mikel Lasa (Legorreta, 9 de setembro de 1971) é um ex-futebolista profissional espanhol que atuava como defensor, foi campeão olímpico.